# Aspilota fukushimai
Aspilota fukushimai är en stekelart som beskrevs av Sergey A. Belokobylskij 2007. Aspilota fukushimai ingår i släktet Aspilota och familjen bracksteklar. Inga underarter finns listade.